# Little Boy (2015)
Little Boy (engl. für „kleiner Junge“) ist ein US-amerikanisch-mexikanisches Filmdrama aus dem Jahr 2015. Regisseur war der Mexikaner Alejandro Gomez Monteverde. Die Musik wurde von Stephan Altmann und Mark Foster komponiert.
Die Filmpremiere fand am 24. April 2015 durch „Open Road Films“ statt. In den Hauptrollen sind Jakob Salvati, Emily Watson, Cary-Hiroyuki Tagawa und Michael Rapaport zu sehen. Der Film wurde von Metanoia Films und Santa Fé Films koproduziert.
Die Geschichte handelt von einem siebenjährigen Jungen namens Pepper Flynt Busbee, der komplett schockiert ist, als sein Vater während des Zweiten Weltkrieges in der Armee dienen muss.

## Handlung
Pepper hat von Geburt an eine sehr enge Beziehung zu seinem Vater. Als sein Vater ihn zum ersten Mal umarmt, erwähnte er sofort, wie klein Pepper ist. Später, als Pepper von einem Arzt untersucht wird, fragt seine Mutter, ob er ein Zwerg sei. Der Arzt antwortet, dass dieser Begriff beleidigend sei und schlägt vor, dass Pepper nur kleiner Junge genannt werden solle. Doch in der Schule wird er ständig aufgrund seiner geringen Körpergröße gehänselt.
Nachdem der Zweite Weltkrieg ausgebrochen war, wurde der ältere Bruder von Pepper wegen Plattfüßen vom Militärdienst befreit und sein Vater wurde statt seiner einberufen, was Pepper zutiefst traurig macht. Kurz nach der Abreise seines Vaters, hört Pepper den Bibelvers: „Denn wahrlich ich sage euch: So ihr Glauben habt wie ein Senfkorn, so mögt ihr sagen zu diesem Berge: Hebe dich von hinnen dorthin! so wird er sich heben; und euch wird nichts unmöglich sein.“ (Mt 17:20). Nachdem er das gehört hatte, entschloss er sich, genug Vertrauen aufzubauen, um seinen Vater zurück nach Hause zu bringen. Deswegen hat er seinen Freund und Mentor, Priester Oliver, gefragt, wie man seinen Glauben verstärken könnte. Er hat ihm schon einige Methoden empfohlen. Er hat auch zu ihm gesagt, dass Glauben mit Hass nutzlos ist. In dem Film wird es sehr intensiv gezeigt, wie die Amerikaner die Japaner gehasst haben. Deswegen hat Priester Olive Pepper empfohlen, sich mit einem Japaner anzufreunden.
Pepper fällt dies nicht leicht, denn die anti-japanische Gesinnung, die auch Pepper verinnerlicht hat, weil sie ja in seiner Gesellschaft vorherrschend geworden ist, kann er nur schwer überwinden. Doch er folgt dem Rat des Priesters und lernt den Japaner Hashimoto kennen. Ihre Freundschaft hilft Pepper seine Probleme besser zu bewältigen. Als Pepper und seine Familie die Nachricht erhält, dass der Vater gefallen ist und auf den Philippinen begraben liegt, geht Hashimoto sogar mit zum Gedenkgottesdienst, um ihm Respekt zu erweisen. Pepper ist beeindruckt und diskutiert später mit Hashimoto über den gegenseitigen Verlust ihrer Familie und auch wie wichtig der Glaube ist. Und so mutet es Pepper wie ein göttliches Wunder an, als seine Familie die segensreiche Nachricht bekommt, dass der Vater doch nicht gefallen ist. Der Mann, der tatsächlich gestorben war, hatte die Stiefel mit den Erkennungsmarken an den Schnürsenkeln gestohlen. So wurde er irrtümlich als Peppers Vater identifiziert als jener erschossen worden war. Die Familie verlässt die Stadt, um James im Krankenhaus zu besuchen, und Pepper nimmt ihm ein Paar Stiefel mit. Er hatte sie zusammen mit seinem Vater gekauft, bevor dieser in den Krieg zog. Als sie ankommen, stellen sie fest, dass James aufgrund einer Verletzung des Kopfes an leichter Amnesie leidet. Aber als Pepper seinen Vater mit seinem langjährigen Spitznamen „Partner“ anspricht und ihm sein Geschenk übergibt, scheint seine Erinnerung wieder da zu sein. Die Familie umarmt sich innig und James berührt die Gesichter seiner Familie.
Schließlich endet die Geschichte mit der Botschaft, dass durch starken Glauben alles möglich ist.

## Hintergrund
Der Titel des Filmes ist eine Anspielung auf die US-Atombombe Little Boy, die auf Hiroshima abgeworfen wurde. Außerdem ist der  Titel auch ein Verweis auf die Größe Peppers.

## Kritik
Auf Rotten Tomatoes hat der Film eine Bewertung von 23 % basierend auf 52 Bewertungen von Kritikern, mit einer durchschnittlichen Bewertung von 4,5 / 10, erhalten. Der kritische Konsens der Website lautet: „Gut gemeint, aber manipulativ in erschreckend unangebrachtem Ausmaß, ist Little Boy der seltene glaubensbasierte Film, den viele Zuschauer berechtigterweise abstoßend finden.“
Bei Metacritic hat der Film eine Bewertung von 30 von 100, basierend auf 24 Kritiken, erhalten.
Alan Scherstuhl, der für The Village Voice beschrieb Little Boy als einen „zynischen, giftigen, zutiefst dummen Film“.
Tim Drake vom National Catholic Register meinte, der Film „spiegelt die Heilige Dreifaltigkeit wider. Jakob Salvati spielt seine Rolle mit liebenswertem Vergnügen. Es ist eine Freude, ihm zuzuschauen. […] Der Film ist eine nostalgische Parabel über den Glauben. Er ist jedoch nicht, was man als glaubensbasierten Film bezeichnen würde. Er ist eher eine ausgereifte Geschichte, die katholische Elemente enthält. Es behandelt sowohl den Glauben von Pater Oliver als auch Hashimotos fehlenden religiösen Glauben mit Respekt.“ Drake erhebt jedoch Einwände gegen die Art und Weise, wie der Film die Atombomben in Japan behandelt.
Kathryn Jean Lopez von der National Review urteilte, die Botschaft des Films sei „subtil und doch deutlich“, und der Film sei „bemerkenswert süß auf am wenigsten kitschige, aber auch menschlichste Weise […] ein empfindsamer Film, der Hoffnung weckt“. Sie fasste ihn als „herzzerreißenden und mutmachenden Film“ zusammen, der sich „mit Leben und Tod und mit Glauben, Hoffnung und Liebe befasst“.